# Kiss the Girl
Kiss The Girl (nella versione in italiano Baciala), è una canzone Disney del 1989 del cartone animato La sirenetta, scritta da Alan Menken (musica) e da Howard Ashman (testo). Nel film, è cantata da Samuel E. Wright, che dà la voce al granchio Sebastian, il quale canta il brano nel tentativo di convincere Eric a baciare Ariel.

## Riconoscimenti
Il brano riscosse molto successo, tanto da essere nominato come miglior canzone sia agli Oscar sia ai Golden Globe (miglior canzone originale), perdendo in entrambe le occasioni da Under the Sea (In fondo al mar), altro grande successo del cartone Disney. Kiss The Girl ebbe anche una nomination ai Grammy come Miglior canzone scritta per un film, televisione o altri media audio-visivi, ma il premio andò ancora a Under the Sea.

## Altre versioni famose

### Peter André
L'artista inglese Peter André eseguì  la canzone in versione remixata nel 1998, e arrivò alla posizione numero 9 nelle classifiche inglesi.

### Ashley Tisdale
Nel 2006, quando La sirenetta uscì in DVD, anche Ashley Tisdale creò una sua versione della canzone. La canzone fu la prima mandata su Radio Disney il 4 settembre 2006, e il video venne mandato in onda per la prima volta il 6 settembre 2006 su Disney Channel in seguito ad un episodio di Zack e Cody al Grand Hotel. È incluso anche in DisneyMania 5, che è uscito il 27 marzo 2007.

### Colbie Caillat
La cantautrice Colbie Caillat nel 2008 registrò una cover della canzone e la inserì nel DisneyMania 6, pubblicato il 20 maggio 2008.

#### Reazioni del pubblico
Nella prima settimana dell'aprile 2007, la versione di Ashley di Kiss the Girl entrò nella classifica Billboard's Bubbling Under Singles e arrivò alla posizione numero 16. La settimana dopo, la canzone entrò nella billboard hot 100 alla # 84 ( picco) nella pop 100 alla 75( picco) nella UK chart dove raggiunse la #84; il risultato migliore solo della Tisdale in questa chart. La canzone entro nella top download poco tempo dopo alla #34 accumulando ben 420,000 copie vendute. Kiss The Girl è il 4° singolo per ordine di successo della Tisdale.

## Versioni
1. "Kiss the Girl"
2. "Kiss the Girl" (Disney Remix)